# 包裕
包裕（1439年—?），字好問，號拙菴，廣西桂林中衛人，軍籍，明朝政治人物。進士出身。

## 生平
早年出身國子生，天順三年（1459年）己卯科廣西鄉試第三名。成化十四年（1478年）戊戌科會試第九十二名，殿試登進士第三甲第一百一十二名，由撫州推官，徵授御史，弘治元年（1488年）巡按貴州，三年七月升雲南按察僉事，丁憂服闋，八年四月復僉河南，十三年七月陞雲南按察副使，十七年致仕。著有《拙菴稿》。

## 家族
曾祖父包友才。祖父包庸。父亲包文。母陸氏。严侍下。娶陳氏。